# Itaipulândia
Itaipulândia är en kommun i Brasilien.   Den ligger i delstaten Paraná, i den södra delen av landet, 1 200 km sydväst om huvudstaden Brasília. Antalet invånare är 9 027. Itaipulândia ligger vid sjön Represa de Itaipu.
Trakten runt Itaipulândia består till största delen av jordbruksmark. Runt Itaipulândia är det ganska glesbefolkat, med 50 invånare per kvadratkilometer.